# Saint-Genis-sur-Menthon
Saint-Genis-sur-Menthon település Franciaországban, Ain megyében. Lakosainak száma 488 fő (2022. január 1.). Saint-Genis-sur-Menthon Confrançon, Mézériat, Perrex, Saint-Cyr-sur-Menthon, Saint-Didier-d’Aussiat és Bâgé-Dommartin községekkel határos.

## Népesség
A település népessége az elmúlt években az alábbi módon változott:
| Lakosok száma | 301  | 299  | 324  | 391  | 466  | 473  | 472  | 486  | 484  | 488  |
|               | 1968 | 1982 | 1990 | 2006 | 2013 | 2015 | 2017 | 2019 | 2020 | 2022 |